# Інвестиційні монети України
Інвестиційні монети України випускаються Національним банком України з 2011 року. Із срібла карбуються монети номіналом в 1 гривню, а із золота — 2, 5, 10 і 20 гривень. Загалом вийшли два тематично-різних типи монет: із зображенням «Архістратига Михаїла» та присвячені «30-річчю незалежності України».

## Історія
З 28 грудня 2011 року Національний банк України (НБУ) випускає інвестиційні срібні та золоті монети «Архістратиг Михаїл», вони карбуються на Банкнотно-монетному дворі НБУ. Монети номіналом 1 гривня карбуються зі срібла, а 2, 5, 10 і 20 гривень — із золота. Такі монети віднесені до категорії банківських металів. Номінальна вартість цих монет значно нижча від вартості дорогоцінного металу, з якого вони відкарбовані. Вони призначені для інвестування та накопичення й карбуються із металу (срібло/золото) найвищої проби (999,9 %), у якості анциркулейтед, деякі випуски — у пруфі. Перша інвестиційна монета офіційно поступила в продаж 17 лютого 2012 року. З 2013 року інвестиційні монети України поступають на світовий ринок.
Крім цього, 2021 року НБУ також випустив інвестиційні одногривневі срібні монети «30-річчя незалежності України», які мали параметри відповідні монетам «Архістратиг Михаїл».

## «Архістратиг Михаїл»

### Опис монет
Існує два типи оформлення аверсу монет номіналом в 1, 2 і 5 гривень; аверс номіналів в 10 і 20 гривень — лише одного типу. Реверс монет всіх номіналів має однакове оформлення. Розробниками дизайну монет з аверсом першого типу були: Володимир Таран, Олександр Харук, Сергій Харук, Роман Чайковський і Святослав Іваненко; а монет з аверсом другого типу: Володимир Таран, Олександр Харук, Сергій Харук, Святослав Іваненко, Віталій Андріянов і Юрій Лук'янов.

#### Аверс
Аверс першого типу містить: угорі малий Державний Герб України та напис півколом «НАЦІОНАЛЬНИЙ БАНК УКРАЇНИ», унизу — позначення номіналу прописом та логотип Банкнотно-монетного двору НБУ, у центрі у восьмикутному картуші на щиті зображено емблему НБУ — алегоричні фігури грифонів, між якими — гривня — грошово-вагова одиниця Київської Русі. Ця емблема символізує охорону і примноження золотого запасу держави. Крім того, на аверсі розміщено рік карбування та позначення металу, його проби і маси в чистоті («Ag» або «Au», «999,9»). Аверс другого типу містить: угорі малий Державний Герб України, під яким напис — «УКРАЇНА», по колу на тлі патерну зі стилізованих гривень Київської Русі — зображено стилізований лавровий вінок, унизу номінал — «1 ₴» та ліворуч розміщено логотип Банкнотно-монетного двору НБУ; у центрі у восьмикутному картуші на дзеркальному тлі зображено логотип НБУ, під яким написи: «НАЦІОНАЛЬНИЙ/БАНК УКРАЇНИ», позначення металу, його проби і маси в чистоті.

#### Реверс
На реверсі монети зображено Архістратига Михаїла — архангела, який є одним з найшанованіших біблійних персонажів, переможцем зла, покровителем воїнів, які борються за праведне діло; по колу розміщено напис «…ЗА НАС І ДУШІ ПРАВЕДНИХ, І СИЛА АРХІСТРАТИГА МИХАЇЛА» (рядки з поеми Т. Г. Шевченка «Гайдамаки»).

### Одна гривня
З 2011 року НБУ випускає одногривневі монети, які містять срібло 999,9 проби на 1 тройську унцію (31,1 грамів). Загалом вийшло два типи монет.

#### Випуски 2011—2019 років
Одногривневі монети першого типу випускалися між 2011—2019 роками.
Тиражі монет (шт.):
| - 2011 — 10 000 - 2012 — 20 000 - 2013 — 15 705 | - 2014 — 20 000 - 2015 — 20 000 - 2016 — 15 700 | - 2017 — 25 140 - 2018 — 37 400 - 2019 — 21 560 |

|  |  | 38,6 | 3.0 | 31,1 | Срібло 999,9 проби | Рубчастий | Логотип Нацбанку, герб України, номінал, декоративний орнамент | Архангел Михаїл | 2011—2019 | 28 грудня 2011 |

##### Спеціальні випуски 2013—2019 років
З 2013 року випускаються монети з позначкою «f15», яку розташували на реверсі праворуч знизу від фігури Архистртига Михаїла. Вони мають дизайн, аналогічний звичайній інвестиційній монеті зразка 2011 року. Того року Нацбанк уклав угоду з найбільшою в Європі дистриб'юторською фірмою, яка представляє інвестиційні монети України на світовому ринку. Відповідно до зазначеної угоди інвестиційні монети України з позначкою «f15» беруть участь у міжнародній нумізматичній програмі «15 кращих монет світу», яка має на меті щорічне формування колекції із кращих срібних інвестиційних монет різних країн світу. 2013 року до Німеччини була доставлена перша партія таких монет, у кількості 10 000 штук.
Тиражі монет (шт.):
| - 2013 — 8 795 - 2014 — 4 705 - 2015 — 6 990 | - 2016 — 4 300 - 2017 — 4 860 - 2018 — 2 600 | - 2019 — 3 440 |

|  |  | 38,6 | 3.0 | 31,1 | Срібло 999,9 проби | Рубчастий | Логотип Нацбанку, герб України, номінал, декоративний орнамент | Архангел Михаїл | 2013 | 2019 |

#### Випуски 2020—2023 років
Одногривневі монети другого типу випускалися між 2020—2023 роками.
Тиражі монет (шт.):
| - 2020 — 23 000 - 2021 — 16 400 | - 2022 — 10 000 - 2023 — 10 000 |

|  |  | 38,6 | 3.0 | 31,1 | Срібло 999,9 проби | Рубчастий | Логотип Нацбанку, герб України, номінал, декоративний орнамент | Архангел Михаїл | 2020—2023 | 10 липня 2020 |

##### Спеціальні випуски 2020—2021 років
У 2020—2021 роках був продовжений випуск монет з позначкою «f15». Вони мають дизайн, аналогічний звичайній інвестиційній монеті зразка 2020 року. Якість карбування — пруф.
Тиражі монет (шт.):
- 2020 — 4 000
- 2021 — 3 600

|  |  | 38,6 | 3.0 | 31,1 | Срібло 999,9 проби | Рубчастий | Логотип Нацбанку, герб України, номінал, декоративний орнамент | Архангел Михаїл | 2020 | 2021 |

### Дві гривні
З 2012 року НБУ випускає двогривневі монети, які містять 3,11 грамів (1/10 тройської унції) золота 999,9 проби. Загалом вийшло два типи монет.

#### Випуск 2012 року
Двогривневі монети першого типу випускалися між 2012—2016 роками.
Тиражі монет (шт.):
| - 2012 — 8 000 - 2013 — 6 600 - 2014 — 5 000 | - 2015 — 7 500 - 2016 — 2 000 |

|  |  | 16,0 | 1,1 | 3,11 | Золото 999,9 проби | Секторальне рифлення | Логотип Нацбанку, герб України, номінал, декоративний орнамент | Архангел Михаїл | 2012—2016 | 2016 |

#### Випуск 2020 року
Двогривневі монети другого типу випускалися у 2020 і 2021 роках. Технічні параметри монети залишилися незмінними. Тираж монети 2020 року склав 2 000 шт., а 2021-го — 2 500. 2023 року заявлений план випуску монети — до 5 000 шт.
|  |  | 16,0 | 1,1 | 3,11 | Золото 999,9 проби | Секторальне рифлення | Логотип Нацбанку, герб України, номінал, декоративний орнамент | Архангел Михаїл | 2020—2021 | 2021 |

### П'ять гривень
З 2011 року НБУ випускає п'ятигривневі монети, які містять 7,78 грамів золота 999,9 проби (чверть тройської унції). Загалом вийшло два типи монет.

#### Випуски 2011—2016 років
П'ятигривневі монети першого типу випускалися між 2011—2016 роками.
Тиражі монет (шт.):
| - 2011 — 23 000 - 2012 — 16 400 - 2013 — 10 000 | - 2014 — 10 000 - 2015 — 3 500 - 2016 — 2 000 |

|  |  | 20 | 1,6 | 7,78 | Золото 999,9 проби | Секторальне рифлення | Логотип Нацбанку, герб України, номінал, декоративний орнамент | Архангел Михаїл | 2011 | 2011 |

#### Випуск 2023 року
П'ятигривневі монети другого типу вийшли 2023 року.
|  |  | 20 | 1,6 | 7.78 | Золото 999,9 проби | Секторальне рифлення | Логотип Нацбанку, герб України, номінал, декоративний орнамент | Архангел Михаїл | 2023 | 2023 |

### Десять гривень
Між 2012—2016 роками НБУ випускав десятигривневі монети, які містять 15,55 грамів золота 999,9 проби (пів тройської унції); а з 2022 року випускаються монети, які містять 31.1 грамів срібла 999,9 проби (1 тройська унція).
Тиражі монет (шт.):
| - 2012 — 3 700 - 2013 — 4 500 - 2014 — 3 800 | - 2015 — 3 000 - 2016 — 10 000 |

|  |  | 25,0 | 2,0 | 15,55 | Золото 999,9 проби | Секторальне рифлення | Логотип Нацбанку, герб України, номінал, декоративний орнамент | Архангел Михаїл | 2011 | 2011 |

### Двадцять гривень
Між 2011—2018 роками НБУ випускав 20-гривневі монети, які містять золото 999,9 проби на 1 тройську унцію (31,1 грамів).
Тиражі монет (шт.):
| - 2011 — 1.500 - 2012 — 5.900 - 2013 — 4.000 | - 2014 — 6.400 - 2015 — 3.000 - 2016 — 10.000 | - 2018 — 1.500 |

|  |  | 32,0 | 2,4 | 31,1 | Золото 999,9 проби | Секторальне рифлення | Логотип Нацбанку, герб України, номінал, декоративний орнамент | Архангел Михаїл | 2011 | 2011 |

## «30 років незалежності України»
Одногривневі інвестиційні монети НБУ, присвячені «30-річчю незалежності України», випускалися 2021 року. Монета карбувалася у якості анциркулейтед, а її тираж склав 15 000 штук. Розробниками дизайну стали: Володимир Таран, Олександр Харук, Сергій Харук, Володимир Демяненко та Юрій Лук'янов.

### Опис монети

#### Аверс
На аверсі монети розміщено: угорі малий Державний Герб України, під яким напис — «УКРАЇНА», по колу на тлі патерну зі стилізованих давньоруських київських гривень, зображено стилізований лавровий вінок, унизу номінал — «1 ₴»; у центрі у восьмикутному картуші на дзеркальному тлі зображено логотип, під яким написи: «НАЦІОНАЛЬНИЙ/ БАНК УКРАЇНИ / 2021 / Ag 999,9 31,1» (позначення металу, його проби і маси в чистоті). Унизу ліворуч розміщено логотип Банкнотно-монетного двору Національного банку України.

#### Реверс
На реверсі монети зображено: айдентику до Дня незалежності України — цифру «3» та стилізовану цифру «0» у вигляді квітки з написами: «ТИ У МЕНЕ ЄДИНА» (угорі півколом), «РОКІВ/НЕЗАЛЕЖНОСТІ/УКРАЇНИ» (унизу).
|  |  | 38,6 | 3.0 | 31,1 | Срібло 999,9 проби | Рубчастий | Логотип Нацбанку, герб України, номінал, декоративний орнамент | Стилизована дата «30» у вигляді цифри та квітки | 2021 | 17 серпня 2021 |

## Порядок ціноутворення
Ціноутворення на інвестиційні монети регулюється «Положенням про порядок розрахунку і встановлення цін на банківські та дорогоцінні метали». При цьому закупівельні ціни на інвестиційні монети розраховуються виходячи з офіційних (облікових) курсів банківських металів, установлених НБУ на день складання розрахунку цін з урахуванням маси монети, збільшених на її номінал. Ціни продажу інвестиційних монет розраховуються, виходячи з офіційних (облікових) курсів банківських металів, установлених НБУ на день складання розрахунку цін з урахуванням маси монети, збільшених на розмір надбавки до вартості металу, що встановлені відповідною постановою Правління НБУ.
Офіційні (облікові) курси банківських металів встановлюються НБУ на підставі інформації про ціни на дорогоцінні метали, визначені учасниками Лондонської асоціації ринку дорогоцінних металів та учасниками Лондонського ринку платини та паладію та офіційного обмінного курсу гривні до долара США.
Розміри надбавки до вартості металу на інвестиційні монети «Архістратиг Михаїл» визначені пунктом 2 постанов Правління Нацбанку України від 26.12.2011 № 473 та від 08.08.2012 № 328 «Про введення в обіг інвестиційних монет України», а саме:
— із золота діаметром 32,0 мм (1 унція) — 5 %;
— із золота діаметром 25,0 мм (1/2 унції) — 6 %;
— із золота діаметром 20,0 мм (1/4 унції) — 7 %;
— із золота діаметром 16,0 мм (1/10 унції) — 8 %;
— зі срібла діаметром 38,6 мм (1 унція) — 30 %.
Зазначені розміри надбавки покривають витрати НБУ, у тому числі і на виготовлення інвестиційних монет.
Положенням про здійснення операцій з банківськими металами, інвестиційні монети віднесено до банківських металів. Відповідно, усім уповноваженим банкам, які мають право здійснювати операції з торгівлі банківськими металами, автоматично надається право торгувати інвестиційними монетами.